# Индустријска зона (Белуно)
Индустријска зона је насеље у Италији у округу Белуно, региону Венето.
Према процени из 2011. у насељу је живело 151 становника. Насеље се налази на надморској висини од 429 м.